# Pristimantis proserpens
Pristimantis proserpens är en groddjursart som först beskrevs av Lynch 1979.  Pristimantis proserpens ingår i släktet Pristimantis och familjen Strabomantidae. IUCN kategoriserar arten globalt som starkt hotad. Inga underarter finns listade i Catalogue of Life.